# Jarren Durán
Jarren William Durán (Corona, California, 5 de septiembre de 1996) es un beisbolista profesional estadounidense-mexicano que se desempeña en la posición de jardinero izquierdo en Boston Red Sox, equipo de las Grandes Ligas de Béisbol (MLB). Durán fue nombrado MVP del Juego de las Estrellas de la MLB de 2024.

## Carrera
Fue seleccionado en la séptima ronda en el Draft de la MLB de 2018. En 2021 hizo su debut profesional con el equipo Boston Red Sox, donde lleva jugando cuatro temporadas.

## Premios
Fue elegido Jugador más valioso del Juego de las Estrellas de 2024.